# Eupetersia atra
Eupetersia atra är en biart som beskrevs av Gregory B. Pauly och Brooks 2001. Eupetersia atra ingår i släktet Eupetersia och familjen vägbin. Inga underarter finns listade i Catalogue of Life.